# México en la piel
México en la piel es el decimosexto álbum de estudio del cantante mexicano Luis Miguel, en colaboración con el Mariachi Vargas de Tecalitlán, lanzado al mercado por Warner Music Group Latina el 9 de octubre de 2004. El álbum contiene trece covers de mariachi, acompañados por el Mariachi Vargas, mientras que Armando Manzanero se encargó de la dirección musical y el cantante se ocupó de la producción musical en su álbum.  El álbum se grabó en Ocean Way Recording en Hollywood, California, en julio de 2004. El 6 de septiembre de 2005 se publicó una edición especial, México en la Piel: Edición Diamante, con dos canciones adicionales y un DVD con cinco vídeos musicales. Se publicaron cuatro sencillos del álbum: «El viajero», «Qué seas feliz», «Sabes una cosa» y «Échame a Mí la culpa». «Mi ciudad» se publicó como sencillo de la edición especial. 
El álbum recibió críticas mixtas de la prensa especializada; algunos elogiaron la entrega de Miguel y la música del Mariachi Vargas, y otros encontraron sus arreglos demasiado suaves. Sin embargo, recibió el premio Grammy al mejor álbum mexicano o texano y el premio Grammy latino al mejor álbum de música ranchera/mariachi, y alcanzó el número uno en Argentina, España y en la lista de Billboard Top Latin Albums de Estados Unidos. En 2006, el álbum había vendido más de dos millones de copias. Miguel se embarcó en una gira de dos años que recaudó más de 90 millones de dólares, la gira más taquillera de un artista latino.

## Antecedentes y grabación
Miguel lanzó 33, un álbum pop con material original, en 2003. Recibió críticas desfavorables por parte de la prensa (que consideraron el álbum demasiado similar a sus anteriores grabaciones pop), y no tuvo éxito comercial.  El 4 de agosto de 2004, Miguel anunció que lanzaría un álbum de estándares de mariachi en noviembre. En cuanto al motivo por el que decidió grabar un disco de versiones de mariachis, dijo: «Lo hice con la intención de rescatar, de revivir para la gente joven canciones que no pueden quedarse en el olvido», y lo calificó como un homenaje a sus raíces. México en la piel se grabó en Ocean Way Recording de Hollywood en julio de 2004. Miguel colaboró con el Mariachi Vargas de Tecalitlán en el álbum y contó con la ayuda de su antiguo colaborador, el cantautor mexicano Armando Manzanero, para la dirección musical. Mientras que Miguel produjo el álbum él mismo.

## Lanzamiento
México en la piel se lanzó el 9 de noviembre de 2004 por Warner Music Latina. El álbum cuenta con doce versiones y un bonus track: «Sabes una Cosa». El 31 de enero de 2005, Warner Music reeditó el álbum con una contraportada alternativa. En la contraportada aparecía originalmente una bandera mexicana en color sepia, pero el gobierno mexicano pidió a la discográfica que la retirara debido a la ley mexicana que prohíbe alterar los colores de la bandera. La contraportada se cambió por una foto de un charro a caballo. El 6 de septiembre de 2005 se publicó una edición especial del álbum, México en la Piel: Edición Diamante. Tenía dos temas nuevos («Por un Amor» y «Mi Ciudad») y un DVD con cinco vídeos musicales de canciones de mariachi de Miguel.

## Promoción
Para promocionar México en la Piel, Miguel comenzó una gira el 13 de septiembre de 2005 en el Save Mart Center de Fresno, California. El cantante realizó una gira por Estados Unidos, México, Sudamérica y España.  Y terminó el 23 de septiembre de 2007 en el Hyundai Pavilion de San Bernardino, California. Recaudó más de 90 millones de dólares en 124 actuaciones y más de 1.4 millones de espectadores, la gira más taquillera de un artista latino. La lista de temas de la gira consistió en canciones de mariachi de México en la piel, boleros y temas de los álbumes anteriores de Miguel. Para la cuarta etapa de la gira incluyó canciones de su álbum navideño, Navidades (2006).

## Sencillos
«El viajero», el sencillo principal del álbum, se publicó el 11 de octubre de 2004, coincidiendo con el Día de la Independencia de México. Pedro Torres dirigió y filmó su video musical en Amatitán, Jalisco. El segundo sencillo del álbum, «Que Seas Feliz», se publicó el 7 de febrero de 2005.  El sencillo alcanzó el número tres en la lista de Billboard Hot Latin Songs y el número nueve en la lista de Regional Mexican Songs. Su vídeo, también rodado en Amatitán y dirigido por Torres, está coprotagonizado por la actriz mexicana Yadhira Carrillo. «Que Seas Feliz» es el tema principal de la telenovela mexicana Apuesta por un amor (2004). «Sabes una Cosa» se lanzó como tercer sencillo del álbum el 15 de agosto de 2005 y alcanzó los números ocho y nueve en las listas Hot Latin Songs y Regional Mexican Songs, respectivamente. El cuarto sencillo del álbum, «Échame a Mí la Culpa», alcanzó el número 18 de la lista Hot Latin Songs. «De Qué Manera Te Olvido» se editó como sencillo promocional en España.  «Mi Ciudad» se lanzó el 28 de noviembre de 2005 como sencillo promocional de la edición especial de México en la Piel.

## Recepción

### Crítica
El crítico de AllMusic Alex Henderson dio a México en la Piel cuatro de cinco estrellas, y elogió a Miguel por grabar un álbum de mariachi. Henderson también elogió la participación del Mariachi Vargas, y calificó el álbum como «entre los lanzamientos más esenciales [de Miguel]». La editora de Billboard, Leila Cobo, también ha valorado positivamente el álbum, y afirmó que la entrega vocal de Miguel está «impregnada de un gusto y un entusiasmo genuino» y calificó los temas de «estilizados y aptos para la radio». Laura Emerick, del Chicago Sun-Times, le dio dos de cuatro estrellas, y escribió que Miguel interpreta con su «característico estilo lleno de fuerza» y que los arreglos de Manzanero eran «estrictamente retro», con una orquestación «brillante». El crítico de Los Angeles Times, Augustin Gurza, también dio al álbum dos de cuatro estrellas, y escribió que los temas estaban «aderezados con ajetreados arreglos orquestales que sustituyen la garra campestre por pretensiones urbanas». Según Gurza, el Mariachi Vargas no pudo «reunir mucho espíritu de mariachi» y el disco parecía «sin alma». Mario Tarradell, de The Dallas Morning News, lo calificó como «el mejor disco de Miguel en años», y señaló que el álbum «muestra al vocalista mexicano desafiándose a sí mismo con un lote de canciones apasionadas».

#### Premios
En la sexta edición de los premios Grammy Latinos de 2005, México en la Piel ganó en la categoría de mejor álbum de música ranchera/mariachi. En la 13.ª edición de los Premios Billboard de la Música Latina de ese año, ganó en la categoría de Mejor Álbum Regional Mexicano por un Artista Masculino Solista; Así como también ganó a mejor álbum mexicano o texano en los Premios Grammy de 2006.

### Comercial
En Estados Unidos, México en la Piel debutó en el primer puesto de la lista Billboard Top Latin Albums en la semana del 27 de noviembre de 2004 y estuvo cinco semanas en el número uno. El álbum terminó 2005 como el séptimo álbum latino más vendido en el país, y recibió una certificación cuádruple de platino en el campo latino por la Recording Industry Association of America por haber vendido 400 000 copias. Alcanzó el número 37 en la lista Billboard 200 y encabezó las listas de álbumes regionales mexicanos. En México, el álbum encabezó la lista Top 100 México y fue el tercer disco más vendido de 2005. Fue certificado triple platino y diamante por la Asociación Mexicana de Productores de Fonogramas y Videogramas por vender 800 000 copias.
México en la Piel encabezó la lista de álbumes argentinos y recibió la certificación de doble platino de la Cámara Argentina de Productores de Fonogramas y Videogramas por la venta de 80 000 copias. También alcanzó el número uno en España y obtuvo el certificado de platino por la venta de 100 000 unidades. El álbum recibió una certificación de disco de platino en Chile y Colombia, y doble platino en Venezuela. En 2011, había vendido más de dos millones de copias.

## Lista de canciones
| N.º | Título                         | Escritor(es)                                 | Duración |  |
| 1.  | «El Viajero»                   | Roberto Sierra García · José "Pepe" Martínez | 3:36     |  |
| 2.  | «Entrega total»                | Abelardo Pulido                              | 2:13     |  |
| 3.  | «Échame a mí la culpa»         | José Ángel Espinoza                          | 3:09     |  |
| 4.  | «México en la piel»            | José Manuel Fernández Espinoza               | 3:29     |  |
| 5.  | «Cruz de olvido»               | Juan Zaizar                                  | 3:30     |  |
| 6.  | «De qué manera te olvido»      | Federico Méndez                              | 2:31     |  |
| 7.  | «Luz de luna»                  | Álvaro Carrillo                              | 2:54     |  |
| 8.  | «Motivos»                      | Italo Pizzolante                             | 3:32     |  |
| 9.  | «Cielo rojo»                   | Juan Zaizar · David Zaizar                   | 2:55     |  |
| 10. | «Paloma querida»               | José Alfredo Jiménez                         | 2:45     |  |
| 11. | «Qué seas feliz»               | Consuelo Velázquez                           | 3:05     |  |
| 12. | «Un mundo raro»                | José Alfredo Jiménez                         | 2:40     |  |
| 13. | «Sabes una cosa» (Bonus track) | Manuel Lozano Gallo · Rubén Fuentes          | 3:20     |  |

| Edición diamante |               |                 |          |  |
| N.º              | Título        | Escritor(es)    | Duración |  |
| 14.              | «Por un amor» | Gilberto Parra  | 2:42     |  |
| 15.              | «Mi ciudad»   | Guadalupe Trigo | 3:37     |  |
| 45:59            |               |                 |          |  |

| Edición Diamante DVD |                                               |                   |          |  |
| N.º                  | Título                                        | Director de video | Duración |  |
| 1.                   | «Qué seas feliz» (de México en la piel, 2004) | Pedro Torres      | 3:06     |  |
| 2.                   | «El viajero» (de México en la piel, 2004)     | Torres            | 3:40     |  |
| 3.                   | «Y» (deVivo, 2000)                            | David Mallet      | 2:57     |  |
| 4.                   | «La bikina» (de Vivo, 2000)                   | Mallet            | 3:01     |  |
| 5.                   | «La media vuelta» (de Segundo Romance, 1994)  | Torres            | 4:28     |  |

## Créditos y personal
Adaptados de las notas de México en la Piel:

### Créditos de interpretación
| Mariachi Vargas de Tecalitlán - José "Pepe" Martínez – director, 1.er violín - José Martínez Pérez – violín, copista - Fernando Martínez Arreguín – violín - Steeven Sandoval – violín - Alberto Alfaro – violín - Gustavo Alvarado – trumpeta - Federico Torres – trumpeta - Enrique Santiago – guitarrón - Víctor Cárdenas – vihuela - Juan Pedro Vargas – guitarra - Julio Martínez – arpa - Xavier Serrano – trumpeta - Juan Rodríguez – violín - Martin Alfaro – violín - Felipe Pérez – violín - Julio Hernández – violín Músicos adicionales - Robert L. Becker – viola - Darrin McCann – viola - Larry Corbett – chelo - Daniel W. Smith – chelo - Phillip Ayling – oboe, flauta - Kim Hutchcroft – flauta - Richard Todd – corno francés - Brad Warnaar – corno francés - Daniel Greco – marimba - Tommy Morgan – armónica - Ramón Stagnaro – guitarra acústica - Luis Conte – percusión Coro - Paulina Aguirre - Juan Del Castillo - Bambi (Natisse) Jones - Carlos Murguía - Daniel Navarro - Kenny O'Brien - Gisa Vatcky - Tata Vega | - Luis Miguel – productor - Alejandro Asensi – productor ejecutivo - Francisco Loyo – coproductor musical - Rafa Sardina – ingeniero, mezclador - David Reitzas – mezclador - Shari Sutcliffe – coordinación de producción - Armando Manzanero – preproducción - Diego Manzanero – preproducción - Andrew McPherson – fotografía - Kerry Koontz – fotografía adicional - Jeremy Woodhouse – fotografía adicional - Jeri Heiden – diseño gráfico - Glen Nakasako – diseño gráfico - Joanne Jaworowski – diseño gráfico - Salo Loyo – ingeniero de edición digital - Michael Eleopoulos – asistente de grabación - Jeff Burns - asistente de grabación - Alan Mason - asistente de mezcla - Kevin Szymanski - asistente de mezcla - Nicholas Marshall - asistente de mezclas - Ron McMaster - ingeniero de masterización - José "Pepe" Martínez - arreglos - Cutberto Pérez - arreglos - Ocean Way Recording Studios, Hollywood, CA - grabación - Record Plant Studios, Hollywood, CA - grabación - Chalice Studios, Hollywood, CA - mezcla - Capitol Mastering, Hollywood, CA - masterización |

© MMIV. WEA International Inc.

## Posiciones en las listas
| Listas (2004)                            | Mejor posición |
| ---------------------------------------- | -------------- |
| Argentina (CAPIF)                        | 1              |
| México (Top 100 México)                  | 1              |
| España (PROMUSICAE)                      | 1              |
| Estados Unidos (Billboard 200)           | 37             |
| Estados Unidos (Latin Pop Albums)        | 1              |
| Estados Unidos (Regional Mexican Albums) | 1              |

| Listas (2004)     | Mejor posición |
| ----------------- | -------------- |
| Argentina (CAPIF) | 1              |

| Listas (2004)                            | Mejor posición |
| ---------------------------------------- | -------------- |
| Argentina (CAPIF)                        | 8              |
| España (PROMUSICAE)                      | 23             |
| Listas (2005)                            | Mejor posición |
| México (Top 100 México)                  | 3              |
| Estados Unidos (Latin Pop Albums)        | 7              |
| Estados Unidos (Regional Mexican Albums) | 2              |
| Listas (2006)                            | Mejor posición |
| México (AMPROFON)                        | 82             |
| Listas (2018)                            | Mejor posición |
| México (AMPROFON)                        | 83             |

### Sucesión y posicionamiento
| Predecesor: No hay quinto malo de Niña Pastori | PROMUSICAE Spanish Album Chart — Álbum N°. 1 15 de noviembre de 2004 - 21 de noviembre de 2004 | Sucesor: Grandes éxitos 1991-2004 de Alejandro Sanz |

| Predecesor: Razón de sobra de Marco Antonio Solís | U.S. Billboard Top Latin Albums — Álbum N°. 1 27 de noviembre de 2004 - 31 de diciembre de 2004 | Sucesor: Barrio fino de Daddy Yankee |

| Predecesor: Regalo de amor de Los Temerarios | U.S. Billboard Regional/Mexican Albums — Álbum N°. 1 27 de noviembre de 2004 - 28 de enero de 2005 | Sucesor: 15 duranguenses de corazón de Varios artistas |